# Креймер, Джои
Делириус Джо Огаст Фишер Креймер (англ. Deleriyes Joe August Fisher Cramer; род. 23 августа 1973) — канадский актёр.

## Биография
Наиболее известен по роли Дэвида в фильме «Полёт навигатора» (1986), за которую был номинирован на премию «Сатурн» как лучший молодой актёр. Снимался также в телефильме «Стоун Фокс» с Бадди Эбсеном и Гордоном Тутусисом в 1987 году.
В 17 лет Креймер переехал обратно в Канаду в Саншайн-Кост, где после завершения актёрской карьеры в конце 1990-х пошёл работать в магазин спортивных товаров.
В 2018 году началось производство документального фильма о жизни Креймера, получившего название «Жизнь после навигатора».

## Проблемы с законом
В 2008 году Креймер был привлечён к уголовной ответственности за неосторожное хранение оружия и приговорён к трехмесячному испытательному сроку; позднее в том же году он был осуждён за хранение наркотиков с целью незаконного оборота и приговорён к уже шести месяцам заключения. В октябре 2010 года Креймер был оштрафован за употребление алкоголя в общественном месте, в 2011 году он был осуждён за угрожающее поведение с применением оружия и заключён в тюрьму на 30 дней, в том же году получил приговор за обналичивание поддельных банковских чеков. В феврале 2013 года Креймер был задержан за распитие спиртных напитков в общественном месте в городке Порт-Кокилтам, Британская Колумбия, и приговорён к штрафу.
1 мая 2016 года Креймер был арестован в связи с ограблением Scotiabank в Сешелте, когда пытался сбежать на машине от полиции. 8 июня он признал себя виновным и 31 августа был приговорён к лишению свободы сроком до двух лет, а также к двум годам испытательного срока, условия которого включали посещение консультаций и проживание в лечебном центре для лиц, злоупотребляющих наркотиками.

## Фильмография
| Год  |    | Русское название        | Оригинальное название     | Роль               |
| ---- | -- | ----------------------- | ------------------------- | ------------------ |
| 1984 | ф  | Бунт роботов            | Runaway                   | Бобби Рамси        |
| 1986 | ф  | Племя пещерного медведя | The Clan of the Cave Bear | юный Брауд         |
| 1986 | с  | Диснейленд              | Disneyland                | Эрик Уайлдер       |
| 1986 | ф  | Полёт навигатора        | Flight of the Navigator   | Дэвид Фримен       |
| 1986 | с  | Она написала убийство   | Murder, She Wrote         | Чарли Маккаллум    |
| 1987 | тф | Стоун Фокс              | Stone Fox                 | Уилли              |
| 1996 | ф  | Это моя вечеринка       | It's My Party             | гость на вечеринке |